# Vuelo 705 de Northwest Orient Airlines
El Vuelo 705 de Northwest Orient Airlines fue un trayecto aéreo de pasajeros programado, operado el 12 de febrero de 1963, que se partió en el aire y se estrelló contra los Everglades de Florida poco después de despegar del Aeropuerto Internacional de Miami en medio de una fuerte tormenta eléctrica. El avión se dirigía a Portland, Oregón, vía Chicago, Spokane y Seattle.

## Aeronave
N724US, era un Boeing 720 fabricado el 14 de julio de 1961. Desde entonces acumulaba 4.684 horas de vuelo. Estaba propulsado por cuatro motores Pratt & Whitney JT3D.

## Tripulación
El comandante, Roy W. Almquist, de 47 años, acumulaba 17.385 horas de vuelo, 150 de las cuales en el Boeing 720. Poseía los títulos aeronáuticos que le capacitaban para pilotar DC-3, DC-4, DC-6, DC-7, Lockheed L-188 Electra y el B-720. 
El primer oficial, Robert J. Feller, de 38 años, acumulaba 11.799 horas de vuelo, de las cuales 1.093 eran en el Boeing 720. Estaba habilitado para pilotar DC-4, DC-6, DC-7 y el B-720. 
El segundo oficial, Allen R. Friesen, de 29 años, había acumulado 4.853 horas de vuelo, 523 de las cuales en el Boeing 720.

## Accidente
Antes de partir de Miami a primera hora de la tarde, la tripulación de vuelo de Northwest Orient preguntó al controlador de tierra en el aeropuerto sobre las rutas de salida que se utilizaban, y el controlador respondió que la mayoría de los vuelos salían "ya sea a través de un ascenso suroeste o un ascenso sureste y luego de vuelta sobre la parte superior de la misma".
Después de que el Boeing 720 despegara de la pista 27L, dirigido por el capitán Roy Almquist, 
dirigido por el capitán Roy Almquist,  giró a la izquierda, según los vectores de radar del control de salidas de Miami, para evitar áreas de turbulencia anticipada asociadas con la actividad de tormentas eléctricas. Otro vuelo había seguido la misma guía poco antes de que despegara el avión. 
Mientras mantenía 5000 pies (1500 m) y un rumbo de 300 grados, el vuelo 705 se puso en contacto con los controladores y solicitó autorización para ascender a una altitud mayor. Después de una discusión entre el vuelo y el controlador de salida del radar sobre la actividad de la tormenta, y mientras se coordinaba la autorización para ascender con el Centro de Control de Tráfico de Rutas Aéreas de Miami, el vuelo informó: "Ah, ahora estamos libres. Podemos verlo más adelante... se ve bastante mal". 
A las 13:43 EST , se autorizó al vuelo 705 a ascender al nivel de vuelo 250. Respondieron: "Está bien, ahhh, daremos un giro a la izquierda unos treinta grados aquí y ascenderemos...". El controlador preguntó si habían seleccionado 270 grados. rumbo de ascenso, y respondieron que esto los llevaría "... al aire libre otra vez..." Los controladores concedieron la autorización del avión en consecuencia. Luego de una discusión sobre la gravedad de la turbulencia, que se describió como moderada a fuerte, el vuelo advirtió: "Está bien, será mejor que saquen al resto por el otro lado". 
A las 13:45, el control del vuelo 705 fue transferido al Centro de Control de Tráfico de Rutas Aéreas de Miami. Hubo dificultades de comunicación, aunque después de que se proporcionó al jet una frecuencia diferente para usar, la tripulación de vuelo estableció contacto con Miami ARTCC. Varios minutos después de que se estableciera el contacto, el avión entró en una fuerte corriente ascendente. El avión reaccionó inicialmente con una maniobra de morro hacia abajo, a lo que los pilotos probablemente reaccionaron con un cabeceo hacia arriba. Esto provocó que su altitud comenzara a aumentar con una velocidad de ascenso que aumentaba gradualmente a aproximadamente 9,000 pies por minuto (150 pies / s (46 m / s)). Esto hizo que la velocidad del aire cayera de 270 a 215 nudos, lo que llevó al capitán a aplicar elevador y compensación de nariz completa. Después de esta entrada, la velocidad de ascenso disminuyó hasta cero cuando la altitud alcanzó un pico momentáneo justo por encima de los 19,285 pies (5,878 m).G hasta alrededor de -2G.
En los siguientes siete segundos, la aceleración negativa siguió aumentando a un ritmo más lento, con varias fluctuaciones, hasta un valor medio de alrededor de -2,8 G, y el avión comenzó a descender hacia el suelo con una rapidez creciente, superando el ángulo de 90°. A medida que continuaba el descenso, la traza de aceleración pasó del pico negativo alto a 1,5 G, mientras el piloto intentaba sacar el avión de la inmersión, tirando de la columna de control y aplicando compensación. 
Por debajo de los 10.000 pies (3.000 m), el fuselaje delantero se rompió como resultado de las fuerzas de la inmersión. Los principales fallos tanto en las alas como en los estabilizadores horizontales fueron hacia abajo y prácticamente simétricos. El fuselaje delantero se rompió hacia arriba y el estabilizador vertical falló hacia la izquierda. Los cuatro motores se separaron antes de que los restos de la aeronave cayeran en un área despoblada del parque Nacional Everglades , 37 millas (60 km) al oeste-suroeste del Aeropuerto Internacional de Miami.

## Investigación

### Descenso
La fuerza requerida para mover los elevadores hacia abajo alcanzó un máximo de 10° y, a medida que aumentaba el ángulo, la fuerza requerida disminuía. Las G negativas provocadas por el cabeceo habrían levantado a los pilotos de sus asientos, enturbiando su visión y haciéndolos incapaces de sostener el yugo, que estaba en la posición más adelantada debido al aumento de la sensibilidad. Debido a esto, era casi imposible comenzar a recuperar antes de alcanzar los 320 nudos (la velocidad aerodinámica máxima para la recuperación). 

### Causa probable
El informe final sobre el accidente determinó que la causa del accidente fue: 
La interacción desfavorable de corrientes de aire verticales severas y grandes desplazamientos de control longitudinal, resultando en un vuelco longitudinal del cual no se logró una recuperación exitosa.
— Junta de Aeronáutica Civil 